# Échidné
Tachyglossidae
Ne doit pas être confondu avec échinidé.
Famille
Genres de rang inférieur
- Tachyglossus, Illiger, 1811
- Zaglossus, Gill, 1877
- †Megalibgwilia

Statut CITES
Les échidnés (du latin echidna, du grec ancien ἔχιδνα / ékhidna, « vipère » ; ou Tachyglossidae) sont des mammifères appartenant à l'ordre des monotrèmes (comme les ornithorynques). Comme tous les monotrèmes, ils pondent des œufs, ce qui est un caractère ancestral perdu par les autres mammifères (les thériens). Il ne reste plus actuellement que quatre espèces vivantes : l'échidné à nez court en Australie, et trois espèces de Nouvelle-Guinée, à long nez, qui sont en danger plus ou moins critique d'extinction.

## Étymologie
Le nom échidné viendrait de Échidna (en grec ancien ἔχιδνα / ékhidna, « vipère »), une créature de la mythologie grecque moitié femme, moitié serpent, l'animal étant perçu comme ayant les caractéristiques à la fois des mammifères et des reptiles. Toutefois, le terme pourrait également provenir du grec ancien ἐχῖνος / ekhinos « hérisson » mais également « épine ».

## Description et mode de vie
Les échidnés ont un corps robuste couvert d'un mélange de fourrure et de piquants, des membres fouisseurs, possèdent une petite bouche, avec une fine mâchoire, n'ont pas de dents mais une longue langue collante avec laquelle ils attrapent des termites et d'autres arthropodes.
Les échidnés vivent généralement en solitaire.

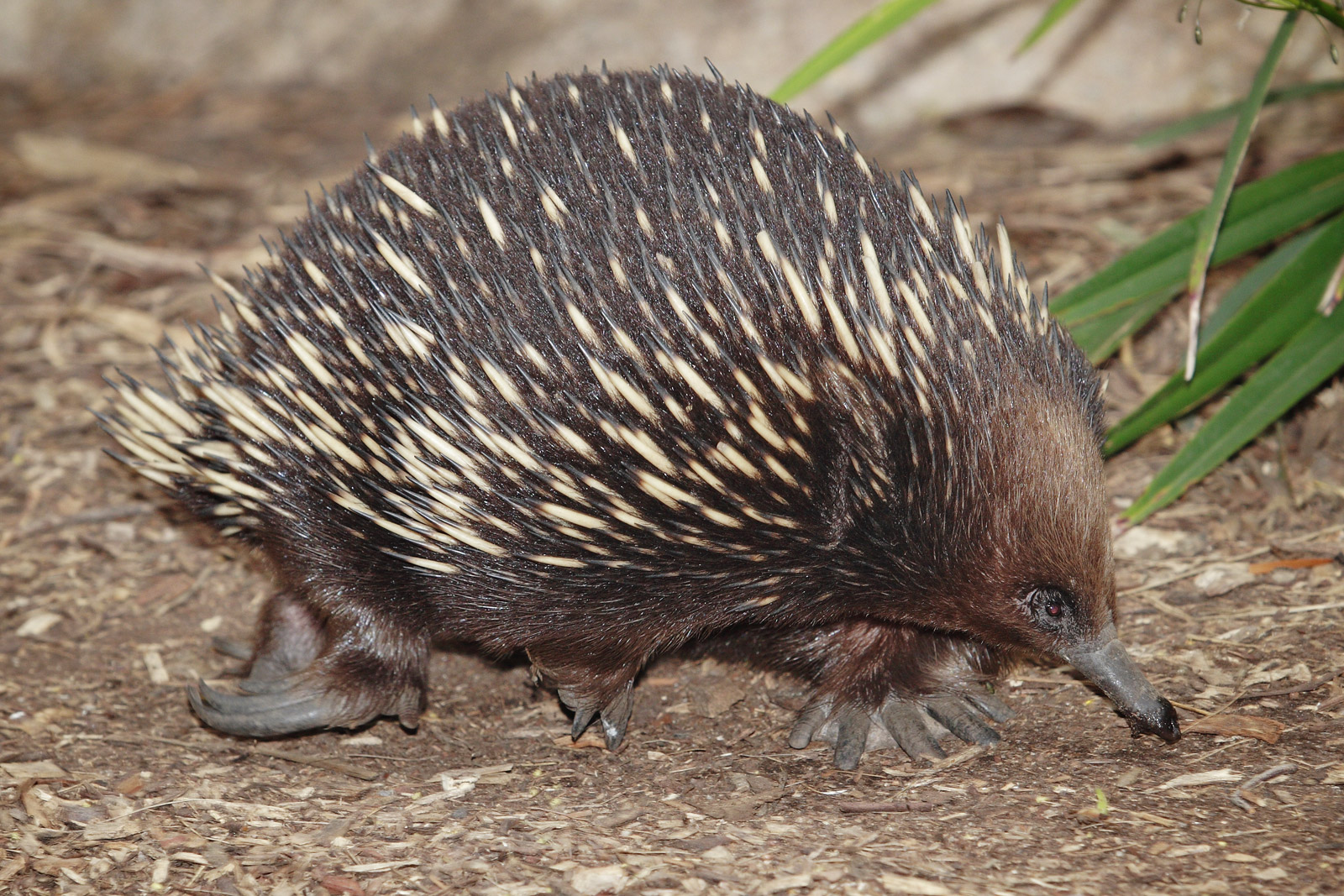
Échidné à nez court (Tachyglossus aculeatus), en Australie.
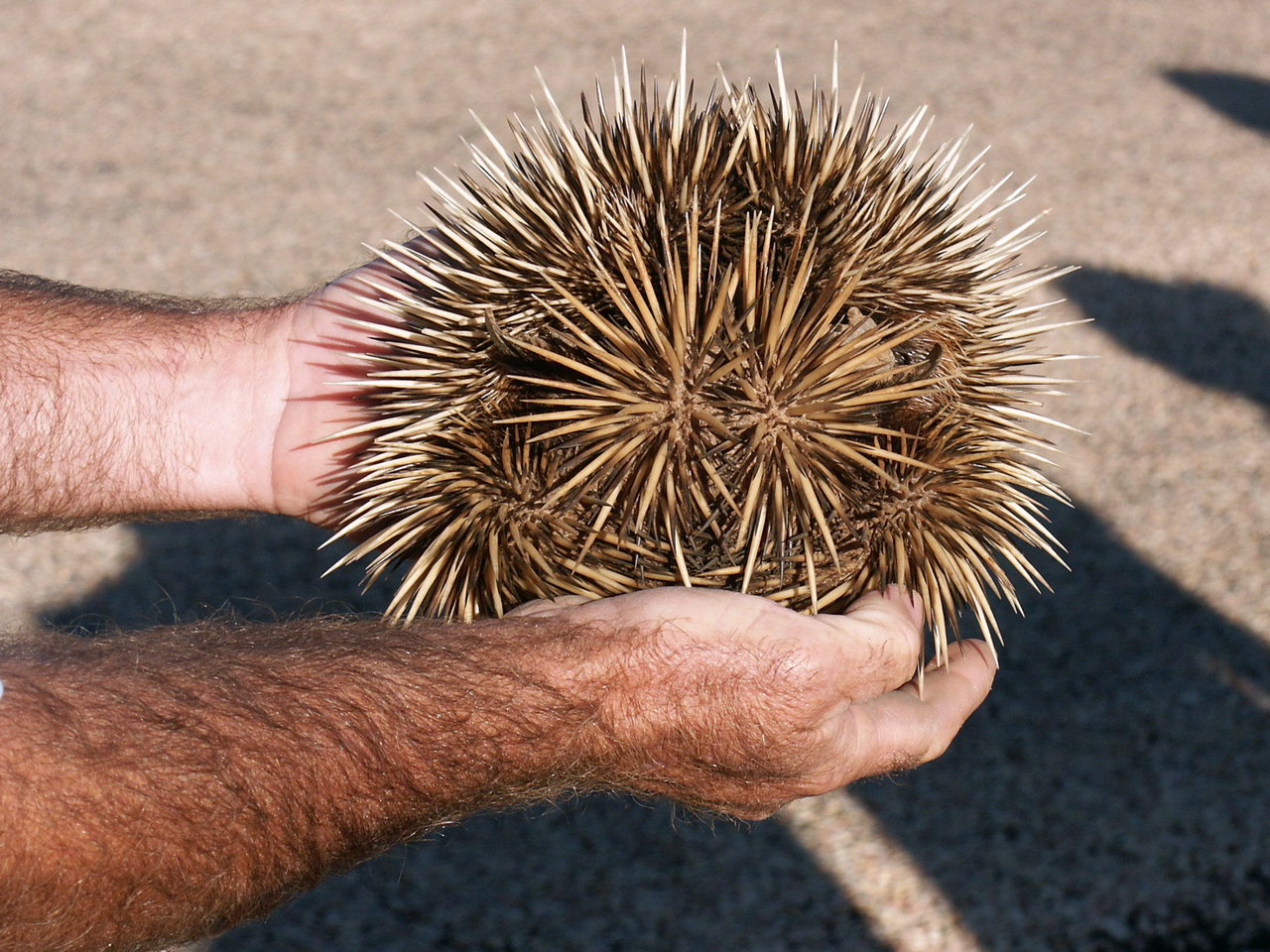
Échidné à nez court roulé en boule (museau sur la droite).
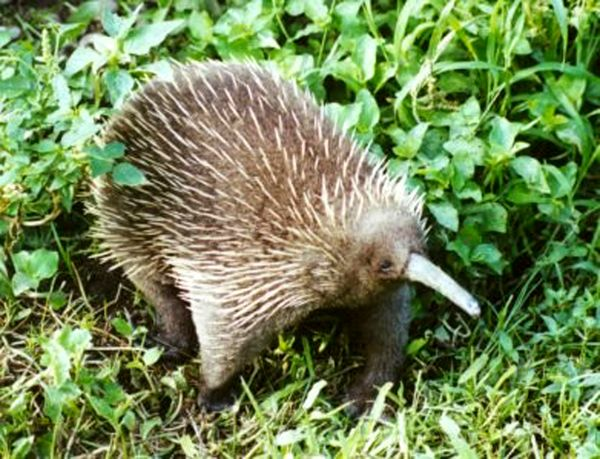
Échidné à long nez (Zaglossus bruijni), en Nouvelle-Guinée.

### Reproduction
Pendant la saison de reproduction, la femelle pond un œuf (rarement plus) qu'elle transfère directement du cloaque dans une poche ventrale temporaire pour une incubation d'une dizaine de jours. Nu à la naissance, le jeune reste à l'intérieur de celle-ci pendant six à huit semaines, léchant le lait qui s'écoule des glandes mammaires débouchant dans la poche.

## Génétique
Le séquençage du génome de l'Échidné à nez court (Tachyglossus aculeatus) a montré la présence de 27 autosomes, 5 chromosomes X et 4 chromosomes Y, pour un total de 64 chromosomes chez la femelle et 63 chez le mâle. Les deux formules gonosomiques sont :
- (X1 Y1 X2 Y2 X3 Y3 X4 Y4 X5) chez les mâles ;
- (X1 X1 X2 X2 X3 X3 X4 X4 X5 X5) chez les femelles.

## Liste des espèces
Au début du XXIe siècle, seulement quatre espèces actuelles d'échidnés sont recensées.

### Espèces actuelles
Selon Mammal Species of the World (version 3, 2005)  (25 janv. 2013), ITIS (25 janv. 2013) et Catalogue of Life (25 janv. 2013) :
- l'Échidné à nez court (Tachyglossus aculeatus), décrit par Shaw en 1792, pesant de 3 à 6 kg, vivant en Australie et en Tasmanie ;
- les échidnés à long nez (genre Zaglossus)[7], vivant en Nouvelle-Guinée :
  - l'Échidné de Bruijn (Zaglossus bruijni),
  - l'Échidné d'Attenborough (Zaglossus attenboroughi),
  - l'Échidné de Barton (Zaglossus bartoni), redécouvert en 1998.

### Espèces éteintes
Le site Mikko's Phylogeny Archive, cite plusieurs espèces éteintes du genre Zaglossus :
- †Zaglossus owenii ;
- †Zaglossus ramsayi (Owen, 1884) ;
- †Zaglossus robustus (Dun, 1895) ;
- †Zaglossus hacketti (Glauert, 1914) ;
- †Zaglossus harrisoni (es) (Scott & Lord, 1922).

## Dans la culture
L'échidné figure sur la pièce australienne de 5 cents.
Par ailleurs, Knuckles, personnage de la saga Sonic the Hedgehog, est un échidné.